# Adolphe Tabarant

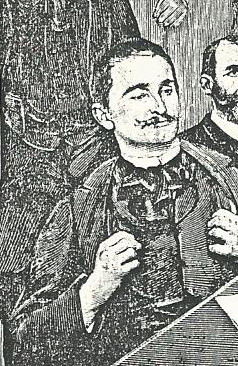
Adolphe Tabarant, 1893

Adolphe Henri Philippe Tabarant (* 8. Oktober 1863 in La Possonnière; † 4. August 1950 in Paris) war ein französischer Journalist und Kunsthistoriker.

## Leben
Tabarant begann seine berufliche Karriere 1882 als politischer Journalist bei der Zeitschrift Revue socialiste. Wenig später musste er Frankreich wegen seiner politischen Texte verlassen und ging ins Exil nach Brüssel, wo er die Zeitschrift Le Peuple begründete. Nach einer weiteren Exil-Station in der Schweiz kehrte er im Juli 1889 nach Paris zurück und nahm am internationalen Sozialistenkongress teil. Im November desselben Jahres gehörte er zu den Mitbegründern der Künstlervereinigung Club de l’Art social, bei denen er beispielsweise Auguste Rodin und Camille Pissarro kennenlernte. Sowohl Pissarro als später auch Maximilien Luce teilten seine sozialistischen Ideen. Über Pissarro traf er neben zahlreichen impressionistischen Malern auch Vincent van Gogh und Paul Gauguin.
Tabarant schrieb für verschiedene Kunstzeitschriften, darunter für L’Œuvre unter dem Pseudonym l’Imagier. Darüber hinaus veröffentlichte er Biografien über Camille Pissarro, Maurice Utrillo und Maximilien Luce und andere kunstgeschichtliche Bücher. Bekannt ist Tabarant vor allem für seine Veröffentlichungen über Édouard Manet. Aufbauend auf der Biografie von Antonin Proust betrieb er intensive Quellenforschung, wozu auch die ausführliche Befragung von Manets mutmaßlichem Sohn Léon Leenhoff gehörte. Nach einer ersten Veröffentlichung zu Manet 1931, gab er 1947 mit Manet et ses œuvres die bis heute umfangreichste Biografie zu diesem Künstler heraus.

## Werke
- Petit catéchisme socialiste. Librairie socialiste, Paris 1893.
- Pissarro. F. Rieder, Paris 1924.
- Utrillo. Bernheim-Jeune, Paris 1926.
- Maximilien Luce. Cres, Paris 1928.
- Manet : Histoire catalographique. Editions Montaigne, Paris 1931.
- Le vrai visage de Rétif de la Bretonne. Editions Montaigne, Paris 1936.
- Manet. Skira, Paris 1939.
- La vie artistique au temps de Baudelaire. Mercure de France, Paris 1942.
- Manet et ses œuvres. Gallimard, Paris 1947.